# Stelis breviuscula
Stelis breviuscula (лат.) — вид перепончатокрылых насекомых из семейства мегахилид. Распространён в Северной Европе. Являются клептопаразитами Heriades truncoruum и, возможно, Heriades cremulatus. Имаго можно наблюдать с июля по август.